# 228-й мотострілецький полк (СРСР)
228-й Севастопольський ордена Олександра Невського мотострілецький полк (228 МСП, в/ч 91060) — формування мотострілецьких військ Радянської армії чисельністю у полк, що існувало у 1943—1992 роках. Перебував у складі 85-ї мотострілецької Ленінградсько-Павловської Червонопрапорної дивізії.
Після розпаду СРСР у 1992 році перейшов до складу Збройних сил Російської Федерації.

## Історія
1943 року було створено 777-й стрілецький полк у складі 227-ї стрілецької дивізії 2-го формування.[перевірити]
У 1953 році 777-й стрілецький полк переформовано на 228-й механізований полк (в/ч 91060) 74-ї механізованої Темрюкської Червонопрапорної дивізії.
25 червня 1957 року 228-й механізований полк 74-ї механізованої дивізії переформований на 228-й мотострілецький полк (в/ч 91060) 74-ї мотострілецької Темрюкської Червонопрапорної дивізії. Навесні 1959 року 228-й мотострілецький полк включено до складу 85-ї мотострілецької дивізії замість розформованого 103-го мотострілецького полку.
В кінці 1980-х років 228-й мотострілецький полк перебував у складі 85-ї мотострілецької Ленінградсько-Павловської Червонопрапорної дивізії, й дислокувався у Новосибірську-17.
Після розпаду СРСР у 1992 році полк перейшов до складу Збройних сил Російської Федерації.